# 涅维扬斯克区
涅维扬斯克区（羅馬化：Nevyanskiy rayon）是俄罗斯斯维尔德洛夫斯克州的一个区，行政中心为涅维扬斯克。该区2021年人口有45,010人；2010年人口47,840；2002年人口24,309；1989年人口31,345。